# Sancai
Sancai (chiń. 三彩; pinyin sāncǎi; dosł. „trzy kolory”) – trójkolorowa chińska ceramika charakterystyczna dla okresu dynastii Tang.
Ceramika sancai zachowała się głównie w postaci figurek grobowych odkrytych w dużej liczbie w grobowcach z okolic Xi’anu, lecz także w postaci dachówek, naczyń i elementów budowli. Figurki, przedstawiające postaci ludzi i zwierząt (zazwyczaj koni), pokryte są szkliwem którego paleta barw – wbrew dosłownemu tłumaczeniu nazwy – obejmuje odcienie brązu, zieleni, żółci, błękitu i bieli; barwy są wymieszane ze sobą i płynnie przechodzą jedna w drugą.
Figurki kobiece przedstawiają zazwyczaj tancerki i damy dworu, figurki postaci męskich – przedstawicieli różnych narodowości przebywających wówczas na dworze cesarskim w Chang’anie (kupców perskich i środkowoazjatyckich, często na wielbłądach objuczonych towarami), wojowników i służbę.

## Galeria

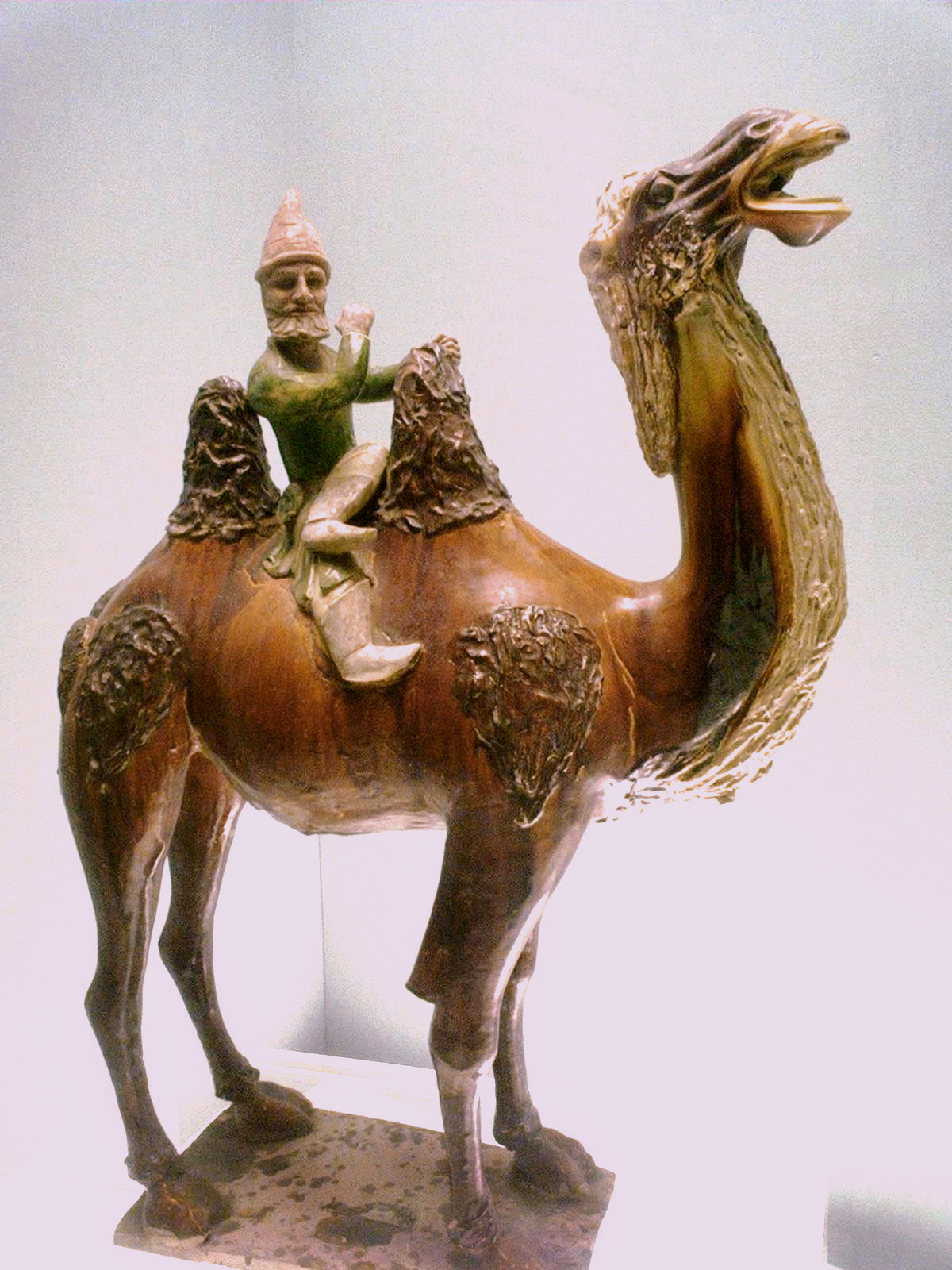
Cudzoziemiec na wielbłądzie. Muzeum Szanghajskie
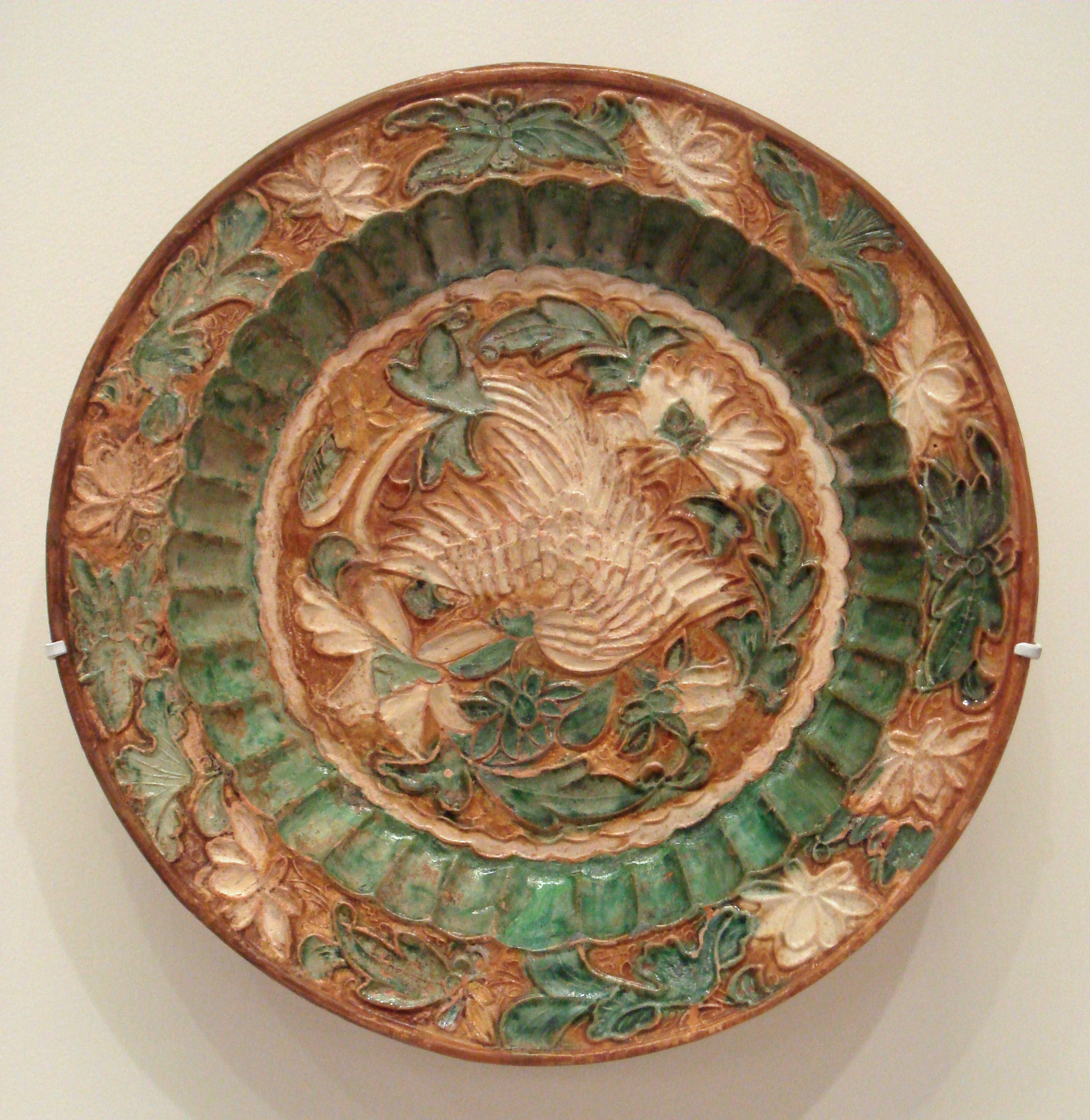
Talerz z okresu dynastii Liao (X-XII wiek). Muzeum Guimet w Paryżu
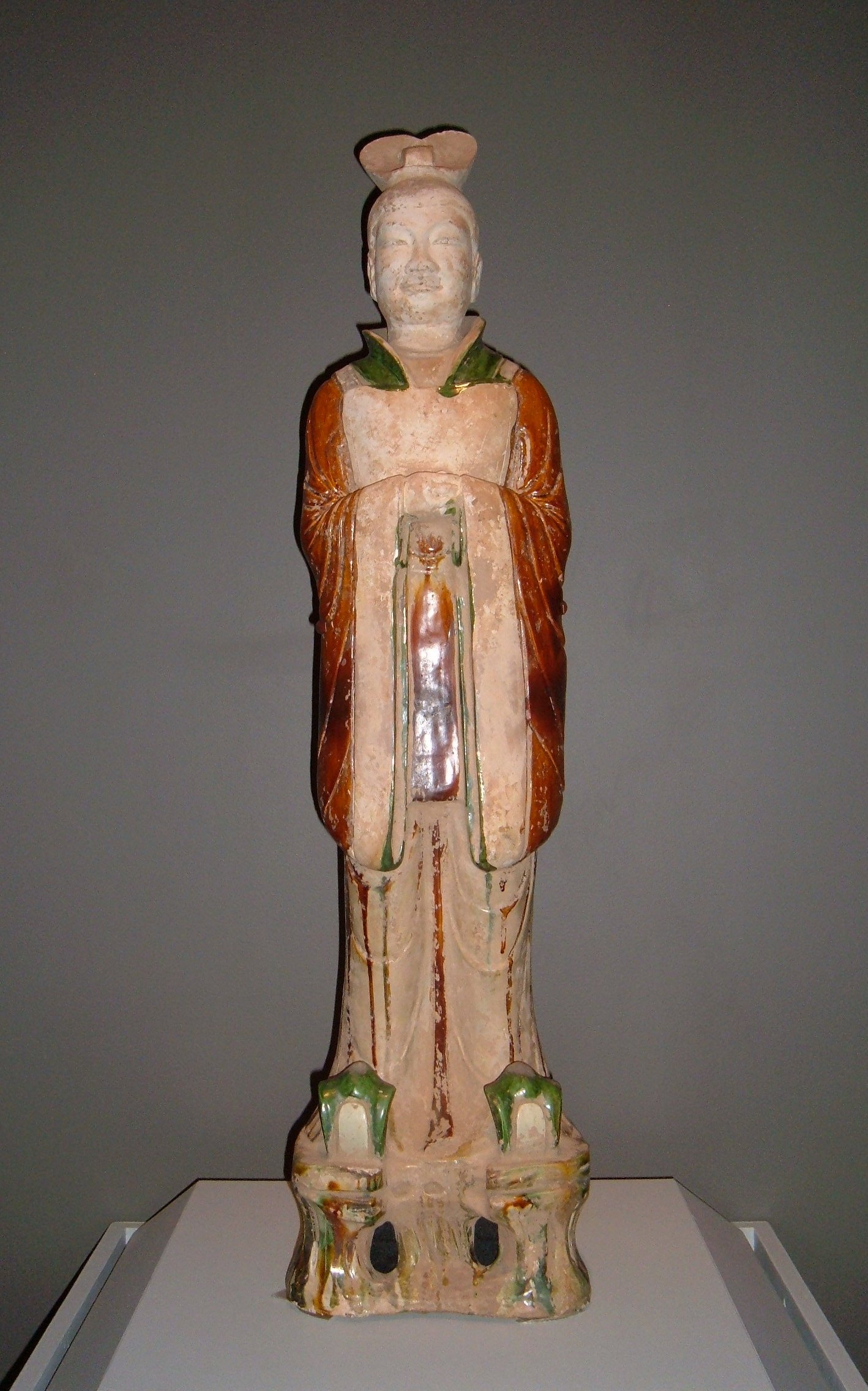
Figurka grobowa, VII-VIII wiek. Cantor Arts Center przy Uniwersytecie Stanforda
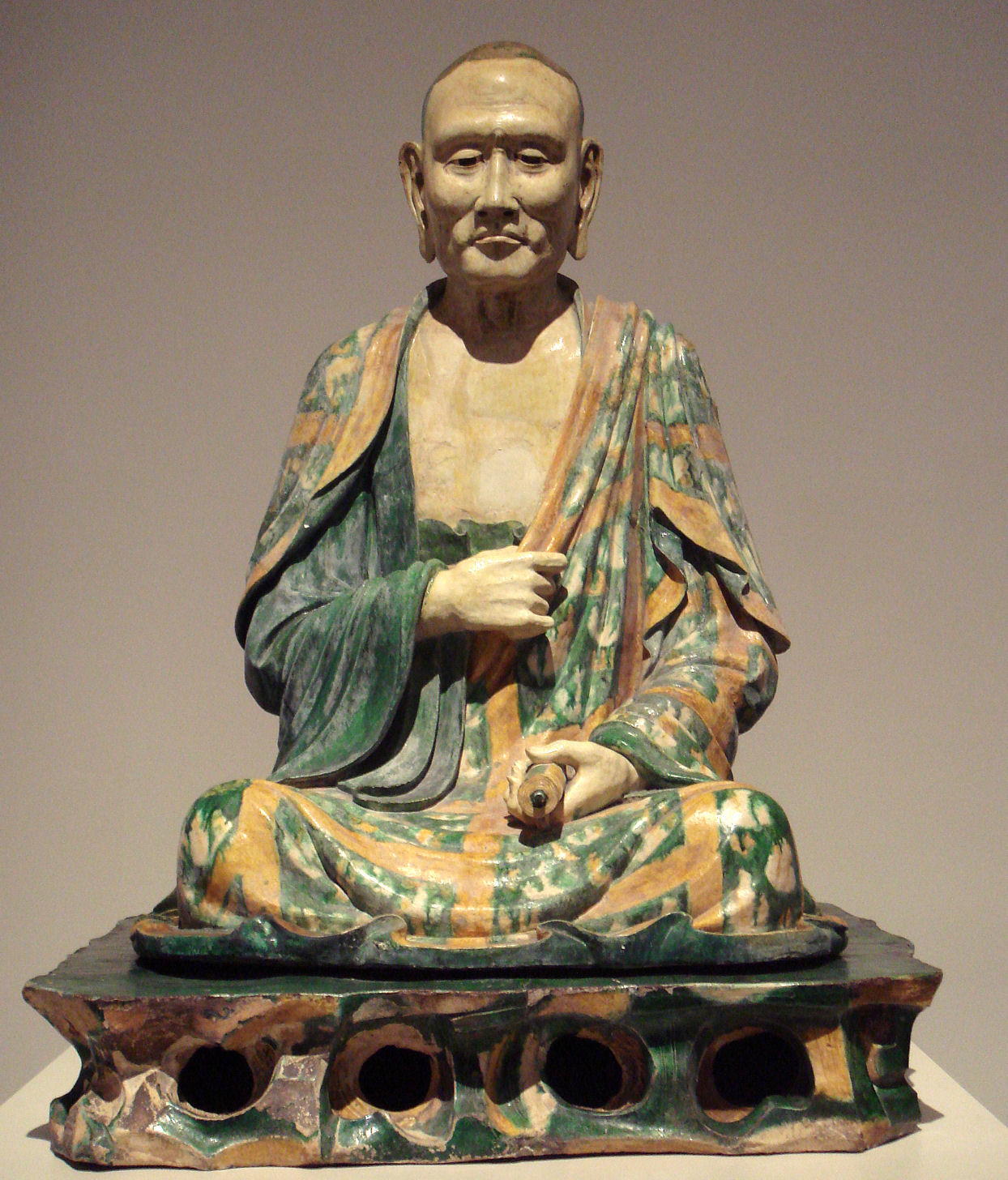
Luohan, ok. 1000 roku. Metropolitan Museum of Art
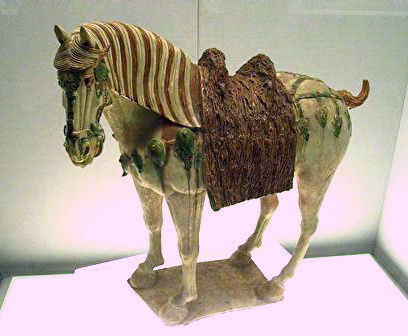
Figurka konia z okresu dynastii Tang. Muzeum Szanghajskie